# Сикар, Рош Амбруаз Кюкюрон
Рош Амбруаз Кюкюрон Сикар (фр. Roch-Ambroise Cucurron Sicard, 1742—1822) — французский аббат, заслуженный деятель в области обучения глухонемых.

## Биография
Был каноником в Бордо, основал там заведение для глухонемых; по смерти аббата де л’Эпе в 1789 году, призван был в Париж для заведования его знаменитым учреждением для глухонемых.
Во время революции подвергся преследованию, был заключен в тюрьму и только случайно избег смерти в дни сентябрьских убийств. После 18 фрюктидора (1797) он присужден был к ссылке в Кайенну в качестве издателя «Annales catholiques»; но ему удалось спастись бегством. 
Член-корреспондент СПб АН c 12.04.1809.

## Труды
- «Théorie des signes pour l’instruction des sourds-muets» (Пар., 1808; новое изд. 1829).
- «Catéchisme à l’usage des sourds-muets» (1796),
- «Cours d’instruction d’un sourd-muet de naissance» (1800),
- «Journée chrétienne d’un sourd-muet» (1805).